# Wabarra caverna
Wabarra caverna är en spindelart som beskrevs av Davies 1996. Wabarra caverna ingår i släktet Wabarra och familjen mörkerspindlar.
Artens utbredningsområde är Queensland. Inga underarter finns listade i Catalogue of Life.